# Raión de Kashírskoye
El raión de Kashírskoye (ruso: Каши́рский райо́н) es un distrito administrativo y municipal (raión) ruso perteneciente a la óblast de Vorónezh. Se ubica en el noroeste de la óblast. Su capital es Kashírskoye.
En 2021, el raión tenía una población de 23 122 habitantes.
Oficialmente, el territorio del raión es completamente rural, ya que no incluye ninguna localidad clasificada como urbana. Sin embargo, el oeste del raión incluye parte de la periferia meridional de Vorónezh y de la septentrional y oriental de Novovorónezh. Como consecuencia de ello, la localidad más poblada del raión no es su capital, sino Kolódezni, ubicada en las afueras de Novovorónezh.

## Subdivisiones
Comprende treinta localidades rurales, agrupadas en los siguientes catorce asentamientos rurales:
- Bóyevo
- Dankovo
- Posiólok ímeni Dzherzhínskogo
- Zaprudskoye
- Kámenno-Verjovka
- Kashírskoye (la capital)
- Kolódezni
- Kondrashkino
- Krasni Log
- Krúgloye
- Lévaya Rósosh
- Mozháiskoye
- Mosálskoye
- Stariná